# Jake Virtanen
Jacob „Jake“ Virtanen (* 17. August 1996 in New Westminster, British Columbia) ist ein kanadischer Eishockeyspieler finnischer Abstammung, der seit Juli 2025 beim HK Dukla Michalovce aus der slowakischen Extraliga unter Vertrag steht. Der rechte Flügelstürmer wurde im NHL Entry Draft 2014 an sechster Position von den Vancouver Canucks aus der National Hockey League (NHL) ausgewählt, deren Organisation er zwischen 2015 und 2021 insgesamt sechs Jahre angehörte.

## Karriere

### Jugend
Jake Virtanen wurde 1996 in Abbotsford geboren und begann im Kleinkindalter im nahegelegenen Langley mit dem Eishockeyspielen. Wenig später kehrte er in seine Heimatstadt zurück und spielte bis zum Ende der Saison 2010/11 für die Abbotsford Hawks in der Pacific Coast Bantam Hockey League. Im anschließenden WHL Bantam Draft 2011 wurde Virtanen von den Calgary Hitmen an erster Position ausgewählt, wobei er die nächste Spielzeit noch hauptsächlich auf Midget-Level bei den Fraser Valley Bruins verbrachte.

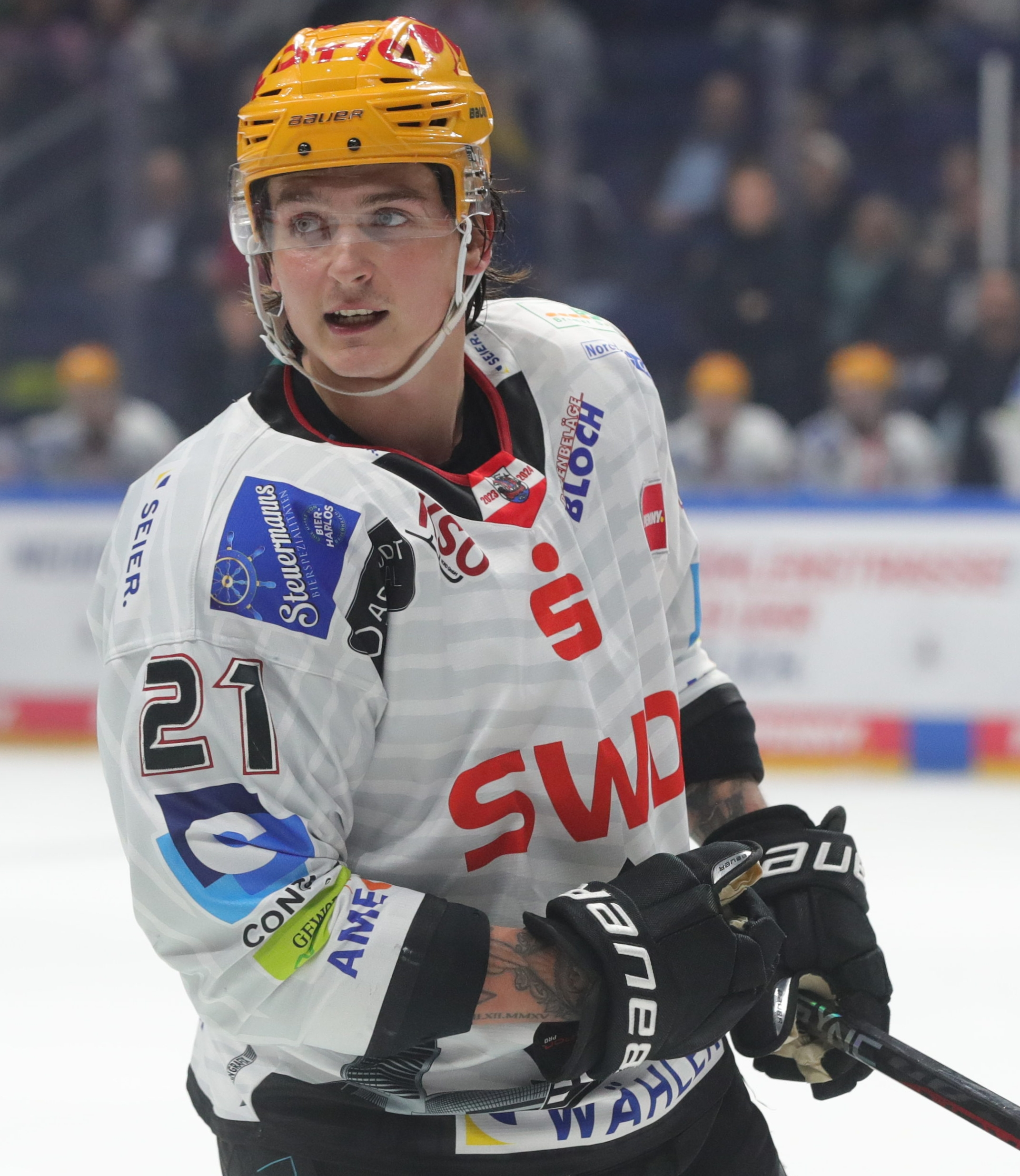
Virtanen im Trikot der Fischtown Pinguins Bremerhaven (2023)

Im Dezember 2011 stand er erstmals für die Hitmen in der Western Hockey League auf dem Eis, absolvierte in dieser Spielzeit allerdings nur neun Spiele. Seit der Saison 2012/13 steht Virtanen fest im Kader der Hitmen, sodass er in seiner ersten kompletten Spielzeit auf 34 Scorerpunkte in 62 Spielen kam. Zudem erreichte er mit dem Team das Conference-Finale der Play-offs, wo man mit 3:4 an den Edmonton Oil Kings scheiterte. Mit der kanadischen U18-Nationalmannschaft gewann er darüber hinaus die Goldmedaille beim Ivan Hlinka Memorial Tournament 2013.
Nach 71 Punkten aus 71 Spielen in der Folgesaison wird er vom Central Scouting Service an Position 6 der vielversprechendsten Feldspieler Nordamerikas für den NHL Entry Draft 2014 geführt. Zudem nahm er an der U18-Junioren-Weltmeisterschaft im Frühling 2014 in Finnland teil und gewann dort mit der Mannschaft die Bronzemedaille. Im anschließenden Entry Draft wählten ihn die Vancouver Canucks an sechster Position aus und nahmen ihn Juli 2014 direkt unter Vertrag, wobei er allerdings vorerst weiterhin für die Hitmen aktiv ist.
Zum Jahreswechsel 2014/15 nahm er an der U20-Junioren-Weltmeisterschaft im eigenen Land teil und gewann dort mit der Mannschaft die Goldmedaille. Nach beendeter WHL-Saison wurde der Angreifer erstmals in den Kader der Utica Comets, die als Farmteam der Canucks in der American Hockey League (AHL) fungieren, berufen und kam dort bis zum Ende der Spielzeit 2014/15 auf zehn Playoff-Einsätze. Dabei scheiterten die Comets erst im Finale um den Calder Cup an den Manchester Monarchs.

### Profis
In der Folge absolvierte Virtanen die Saisonvorbereitung bei den Canucks und konnte sich in diesem Rahmen vorerst einen Stammplatz sichern, sodass er mit Beginn der Spielzeit 2015/16 im NHL-Aufgebot stand. Während der Saison nahm er mit der kanadischen Auswahl erneut an der U20-Weltmeisterschaft teil, belegte mit der Mannschaft allerdings nur den sechsten Platz. Anschließend verbrachte der Angreifer die Spielzeit 2016/17 erneut zum Großteil in Utica, bevor er sich mit Beginn der Spielzeit 2017/18 im Kader der Canucks etablierte. Nach insgesamt sieben Jahren in der Organisation der Canucks wurde sein Vertrag im Juli 2021 aufgelöst.
Der Stürmer wechselte daraufhin im September 2021 zum russischen Traditionsklub HK Spartak Moskau aus der Kontinentalen Hockey-Liga (KHL). Dort unterschrieb er einen Vertrag mit einer Laufzeit von einem Jahr. Aufgrund eines Vertragsbruchs seitens des Kanadiers infolge des russischen Überfalls auf die Ukraine wurde das Engagement Anfang März 2022 durch seine Entlassung vorzeitig beendet. Der Stürmer nahm daraufhin im Frühherbst 2022 auf Einladung der Edmonton Oilers an deren Saisonvorbereitung teil, eine weiterführende Zusammenarbeit kam über den Saisonstart hinaus aber nicht zustande. Virtanen schloss sich daraufhin auf Basis eines Zweijahres-Vertrags dem EHC Visp aus der Swiss League, der zweithöchsten Spielklasse des Schweizer Eishockeys, an. Der Vertrag des Kanadiers wurde allerdings nach 21 Einsätzen im Februar 2023 bereits wieder aufgelöst und er wechselte wenige Tage später für den Rest der Saison zu den Fischtown Pinguins Bremerhaven in die Deutsche Eishockey Liga (DEL). Im Juni verlängerten die Pinguins den auslaufenden Vertrag. Am Ende der Saison 2023/24 feierte Virtanen mit dem Team mit dem Gewinn der Vizemeisterschaft den bis dato größten Erfolg der Bremerhavener Vereinsgeschichte. Anschließend verließ er den norddeutschen Klub und wechselte für ein Jahr zum Ligakonkurrenten Iserlohn Roosters.
Zur Spielzeit 2025/26 verschlug es den kanadischen Offensivspieler zum HK Dukla Michalovce aus der slowakischen Extraliga.

## Erfolge und Auszeichnungen
- 2024 Deutscher Vizemeister mit den Fischtown Pinguins Bremerhaven

### International
- 2013 Goldmedaille beim Ivan Hlinka Memorial Tournament
- 2014 Bronzemedaille bei der U18-Junioren-Weltmeisterschaft
- 2015 Goldmedaille bei der U20-Junioren-Weltmeisterschaft

## Karrierestatistik
Stand: Ende der Saison 2024/25

### International
Vertrat Kanada bei:
| - World U-17 Hockey Challenge 2013 - Ivan Hlinka Memorial Tournament 2013 - U18-Junioren-Weltmeisterschaft 2014 | - U20-Junioren-Weltmeisterschaft 2015 - U20-Junioren-Weltmeisterschaft 2016 |

(Legende zur Spielerstatistik: Sp oder GP = absolvierte Spiele; T oder G = erzielte Tore; V oder A = erzielte Assists; Pkt oder Pts = erzielte Scorerpunkte; SM oder PIM = erhaltene Strafminuten; +/− = Plus/Minus-Bilanz; PP = erzielte Überzahltore; SH = erzielte Unterzahltore; GW = erzielte Siegtore; 1 Play-downs/Relegation; Kursiv: Statistik nicht vollständig)

## Privates
Virtanens Vater ist gebürtiger Finne, wodurch Jake sowohl die finnische als auch die kanadische Staatsbürgerschaft besitzt. Sein Bruder (* 1992) und sein Cousin (* 1996) spielen ebenfalls Eishockey, kamen aber beide bisher nicht über regionale Junioren- bzw. Universitätsligen hinaus.